# 回天神社
回天神社（かいてんじんじゃ）は茨城県水戸市にある神社である。幕末の動乱期、安政の大獄、桜田門外の変、東禅寺事件、坂下門外の変、天狗党の乱、会津戦争などで国事に殉じた水戸藩士を中心とした志士を祀る。社名は藤田東湖の著作『回天詩史』に由来する。

## 祭神
- 元治甲子事変殉難者　宍戸支藩藩主松平大炊頭頼徳命　ほか73柱
- 元治甲子事変殉難者　岡田信濃守徳至命　ほか992柱
- 元治甲子事変殉難者　松川支藩林庸政義命　ほか6柱
- 安政事変殉難者　安嶋帯刀信立命　ほか6柱
- 桜田事変殉難者　金子孫二郎教孝命　ほか20柱
- 東禅寺事変殉難者　有賀半弥重信命　ほか10柱
- 坂下事変殉難者　小田彦三郎朝儀命　ほか4柱
- 越前敦賀殉難者　武田伊賀守正生命　ほか344柱
- 奥羽征討殉難者　鮎沢伊太夫国維命　ほか118柱
- 前項以外殉難者　水庭彦之允傭時命　ほか202柱
- 平成2年（1990年）合祀者　有村次左衛門兼清　ほか20柱

## 歴史
明治3年（1870年）に現在の回天神社境内に作られた、天狗党の乱で落命した志士の墓を濫觴とし、同22年、水戸勤王殉難志士之墓保存会が結成され合同祭祀が行われるようになり、昭和8年（1933年）には伯爵田中光顕の後援により忠魂塔が建立された。
昭和44年（1969年）、明治百年記念事業の一環として、松下幸之助らの提唱により忠魂塔前に本殿、拝殿、鳥居、参集殿などの社殿が建立され、翌45年、茨城県知事から宗教法人の認可を受けた。
平成元年（1989年）に水戸市常磐町の常磐神社境内から回天館が移築され、翌2年、水戸藩士以外の殉難者21柱が合祀され、鎮魂碑が建立される。

## 境内施設

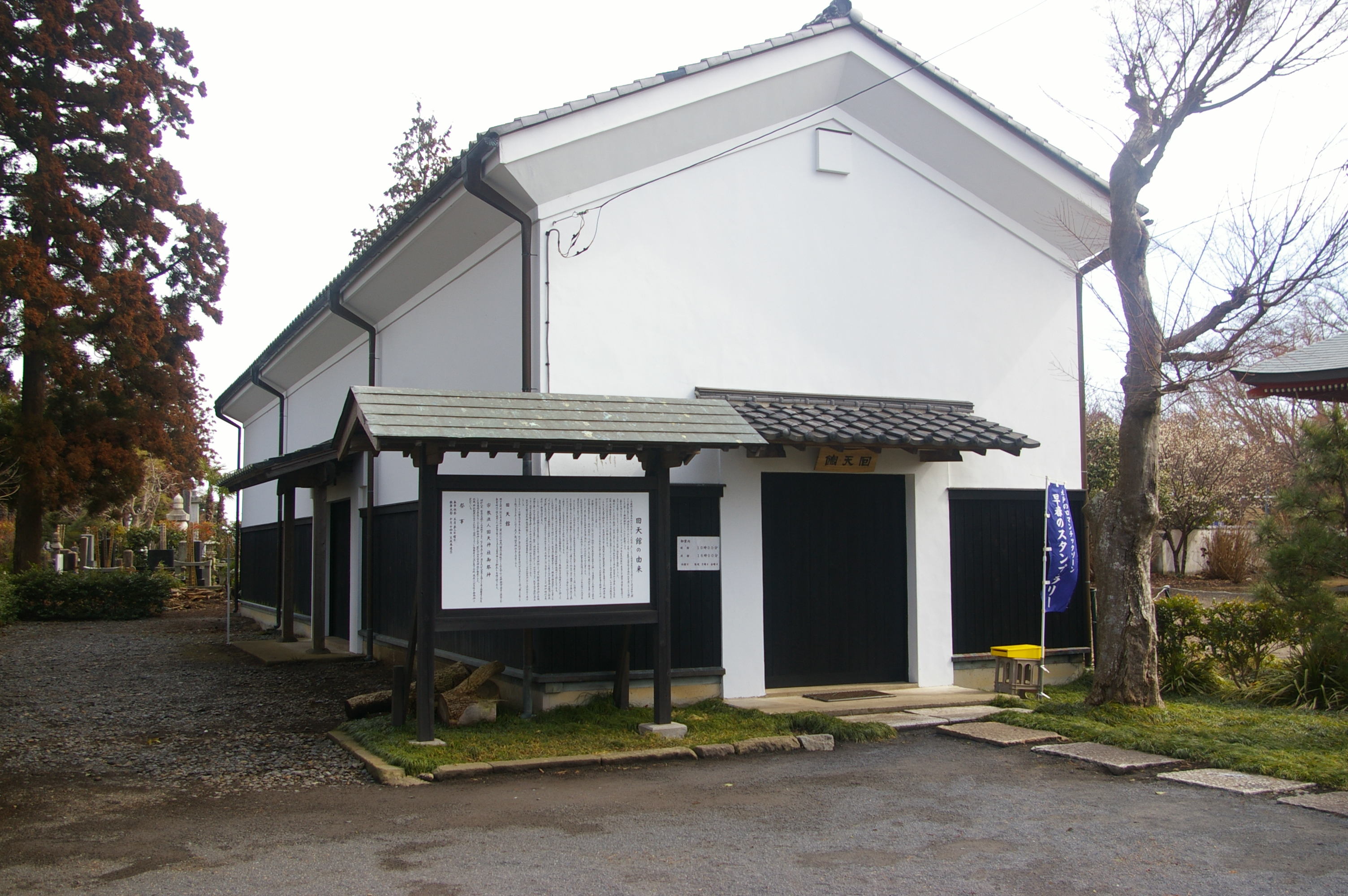
回天館　
天狗党の乱参加者が越前敦賀で降伏した後に囚われた鰊倉が、昭和32年に敦賀市から常磐神社に移築され、平成元年、回天神社境内に再移築されたもの。内部は天狗党資料の展示室となっている。柱と梁の一部や瓦は当時の材が使用されており、扉や板壁に天狗党員の絶筆が残されている。　
休館日：毎週火・金曜日

## その他
- 秋季大祭10月14日は大政奉還が行われた日である。
- 社紋は十四弁菊花。
- 神社に隣接して、大正3年（1914年）に氏名が判明した殉難志士371名を葬った「水戸殉難志士の墓」がある。

## 交通
- JR東日本常磐線水戸駅からバス約15分（北口7番バス乗場から末広町経由に乗車し末広町三丁目下車）
- 常磐自動車道・水戸インターから約20分　駐車場有り